# Волго-Донская железная дорога
Во́лго-Донска́я желе́зная доро́га — построена в XIX веке в Российской империи на территории современной Волгоградской области. Другие названия — Во́лжско-Донска́я и Цари́цынско-Кала́чская.
Обеспечила регулярное сообщение между Волгой и Доном в месте их наибольшего сближения. Была первой железнодорожной линией в Царицыне и седьмой по счёту в Российской империи, сыграв важную роль в трансформации «захолустного уездного города» в крупный торгово-промышленный центр. Строительство проходило в жестоких условиях, сотни рабочих погибли, остальные бунтовали, беспорядки завершились приездом царских ревизоров и отдачей крупных царицынских чиновников под суд.

## Предпосылки
Экономическим толчком проекта стало промышленное освоение Донецкого угольного бассейна. Главным рынком сбыта для него были центральные регионы. В отсутствие железных дорог на юге России добытый антрацит возили на баржах по Дону и Волге, а переволоку между реками от станицы Качалино до города Дубовка груз преодолевал на повозках, запряжённых волами. В обратную сторону, от Волги к Дону, везли пшеницу,  лес, деготь, смолу, и железо.
Первой попыткой поставить грузопоток на рельсы стала в 1846 году Дубовско-Качалинская железная дорога на конно-бычьей тяге. Её проектирование оказалось столь неудачным, что в 1852 году работа дороги была окончательно остановлена. Ещё в 1851 году наказной атаман Войска Донского Михаил Хомутов заказал исследование междуречья Волги и Дона на предмет прокладки дороги на паровом ходу.
Политической причиной развития железных дорог в это время послужили неудачи Российской Империи в Крымской Войне. Союзные войска быстро построили Балаклавскую железную дорогу, успешно использовавшуюся при осаде Севастополя, в то время как войскам Российской Империи не хватало мобильности. Если до войны проекты строительства железных дорог неоднократно отвергались по надуманному мнению об их невыгодности и ненужности, то вскоре правительство Российской империи пересмотрело свою политику в области железнодорожного строительства.

## Акционеры и создатели
Учредителями акционерного общества Волго-Донской железной дороги 19 июля 1858 году стали два крупных предпринимателя: «первый русский нефтяник» Василий Кокорев и хозяин черноморского флота, а впоследствии и Кавказских минеральных вод Николай Новосельский. Третьим учредителем был авторитетный инженер, будущий министр путей сообщения Павел Мельников - его назначили директором общества. После публичного размещения акций самый крупный пакет, около 30% оказался в руках Кокорева.
Руководить работами пригласили создателя Николаевской железной дороги инженера Валерьяна Панаева, а подрядчиком, отвечавшим за выполнение работ, смету и наём рабочей силы - хорошо зарекомендовавшего себя при прокладке государственной Петербурго-Варшавской железной дороги купца Григория Гладина.

## Маршрут
Инженеры предложили на выбор два маршрута, причём оба они начинались на Волге у хутора Ново-Никольский и завершались в юрту станицы Пятиизбянская. Первый вариант пути приводил к Калачевскому затону, второй, на 4 версты протяжённее — к месту впадения в Дон реки Карповки.
В конце концов, был выбран первый вариант, с удлинением на территории Царицына: дорогу продолжили вдоль берега Волги с грузовыми пристанями Зацарицынского района, от Ельшанского оврага до самой реки Царица. Был учтён неудачный опыт Дубовско-Качалинской дороги, отстоявшей слишком далеко и высоко от пристаней.
Между вновь отстроенными станциями Волжская в Царицыне (не сохранилась) и Донская в Калаче поезда проходили 4 промежуточных остановки — Садовая, Крутая (ныне Максима Горького), Карповская и Кривомузгинская (была затоплена Карповским водохранилищем) — имевшие расширения для пропуска встречного транспорта. На самих перегонах дорога состояла из одной колеи.
На станции Волжская были построены двухэтажный деревянный директорский дом, двухэтажный дом для помещения конторы (1 этаж каменный), 4 двухэтажных дома со службами, 5 одноэтажных дома со службами, пассажирский одноэтажный деревянный дом, каменное здание паровозного депо с мастерской, водопровод.
На станции Донской было возведено пассажирское здание, восемь деревянных жилых помещений, каменное паровозное депо с поворотным кругом, водопровод, и деревянное депо для вагонов.
На промежуточных станциях были построены пассажирские дома, станционные казармы, водоемные дома.
На дороге были устроены 13 переездов через железнодорожное полотно. Было возведено 9 путепроводов через реки и овраги (один каменный, один деревянный, 7 железных), самым крупным из которых был мост через р. Карповка.

## Строительство

### 1859 год. Массовые смерти, скандал в прессе
Подрядчик Гладин весной 1859 года отправил к месту стройки 2 тыс. крестьян Смоленской, Тверской и Вологодской губерний. В апреле газета «Самарские ведомости» сообщила об инциденте на пути в Царицын: после остановки баржи с рабочими в Самаре они отказывались продолжать движение, жалуясь на приказчика Ивана Головкина, который кормил их чёрствым хлебом с плесенью и не давал обещанных масла и соли. Местный полицмейстер приказал выполнить требования рабочих, и они продолжили путь.
Самарскую информацию опубликовала у себя и петербургская газета «Русский дневник», после чего в «Московских ведомостях» акционер дороги Кокорев выступил в защиту рабочих:

«Я ставлю в вину не одно неимение свежего хлеба, но и неимение мяса. Подрядчик Гладин должен объяснить публике свой поступок, а приказчика, провожавшего партию рабочих и не заботившегося об их продовольствии, уволить. Фамилия его должна быть печатно объявлена, чтобы всякий знал, как называется тот человек, который в состоянии держать на одном чёрством хлебе своих собратий. Состоящее в Петербурге правление Волжско-Донского общества, вероятно, выведет наружу все подробности этого дела и огласит их печатно, с показанием виновных».
Публицист Николай Добролюбов в сатирическом разделе журнала «Современник» усомнился в искренности Кокорева:

«Как жаль, что этот пафос не снизошёл на г. Кокорева раньше: тогда бы он, может быть, возымел практические последствия. А то ведь письмо г. Кокорева писано 30 мая, когда уже все рабочие были переправлены, следовательно, можно было требовать, чтоб рабочих кормили в дороге дичью, трюфелями, посылали им обеды от Дюссо, с рейнвейном и шампанским».
Сразу после прибытия баржи в Царицын 300 рабочих сбежали, прихватив задаток. Остальных на месте ждали голод и землянки в степи с голыми нарами. Летом на стройке началась эпидемия холеры и тифа, при единственном докторе и одном фельдшере на десятки километров строящейся линии. К осени умерло 500 рабочих.

### 1860 год. Бунт рабочих
Очередные 2 тыс. рабочих были завербованы весной 1860 года, на этот раз в более ближних Рязанской, Воронежской и Тамбовской губерниях. Уже в мае 853 человека совершили побег, оставшиеся в июне остановили работу, снова жалуясь на недостаток еды и её ужасное качество. Царицынский городничий Трескин приказал высечь 20 зачинщиков, но побеги продолжились, одного беглеца убили во время погони, нескольких ранили.
Затянувшимися беспорядками заинтересовался император Александр II. В Царицын для разбирательства был направлен флигель-адъютант Александр Рылеев. В июле он подал царю рапорт, признающий правоту рабочих и жестокое обращение с ними. По итогам рапорта в Царицын прибыл чиновник по особым поручениям МВД, либерал, выпускник Царскосельского лицея Юлий Арсеньев, который провёл расследование и отправил под суд городничего Трескина, исправника Дьяченкова и заседателя земского суда Наттера. Бунтовщики вернулись к работам.

## Эксплуатация

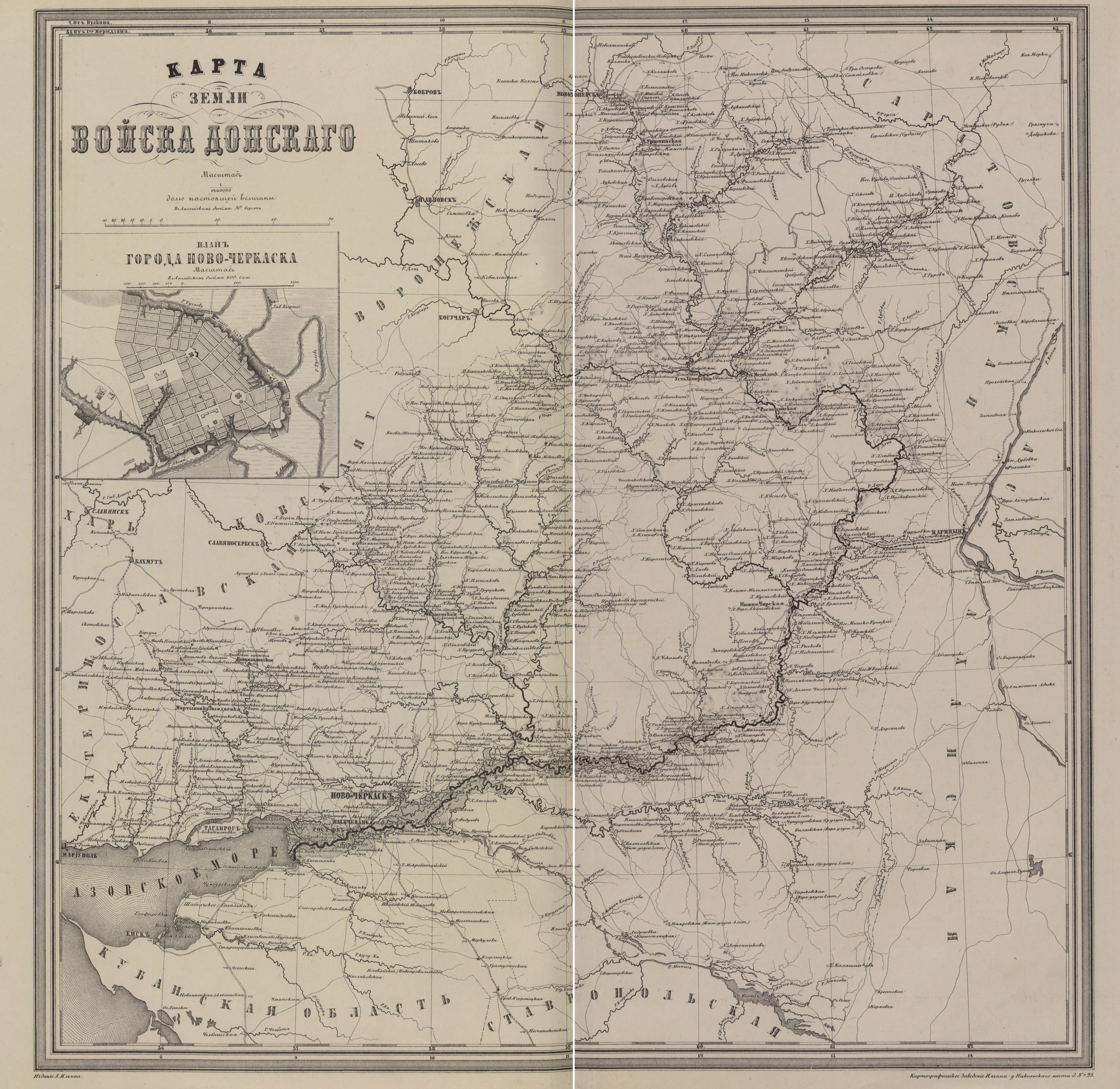
Волго-Донская железная дорога со станциями на карте Войска Донского 1871 года

Открытие линии состоялось 5 мая 1862 года. Вышедший незадолго до события путеводитель «Волга от Твери до Астрахани» отмечал «ряд красивых строений строящейся железной дороги» и предсказывал: «Царицын будет поставлен на степень важнейших торговых городов на Волге, своим транзитным путём отобьёт всю торговлю от Сомовки, Камышина и Дубовки и привлечёт подобно Рыбинску массу капиталов».
На Волго-Донской железной дороге работало более 300 человек. Подвижной состав насчитывал 8 товарных и 2 пассажирских паровоза, 10 тендеров, 4 пассажирских вагона 1 и 2 класса, 2 вагона 2 класса, 4 вагона 3 класса, 6 багажных вагонов, и 225 платформ грузоподъемность по 600 пудов. Паровозы и вагоны были заказаны в Петербурге у заводчика Уайнанс.
Уже в первый месяц эксплуатации железной дорогой было перевезено 472 тысячи пудов пшеницы из Царицына в Калач, а всего частных товаров в обоих направлениях 577 тысяч пудов и 907 пассажиров.
Цесаревич Александр Александрович вместе с супругой во время путешествия по России в 1869 году проехали по Волго-Донской дороге в специальном поезде от Царицына до Калача.
С 1 июля 1878 года линия вошла в состав Грязе-Царицынской железной дороги в качестве третьего её участка. Соединительная ветвь была построена между станциями Крутая и Городище.